# فرد سانفورد (طبال)
فرد سانفورد (بالإنجليزية: Fred Sanford)‏ هو طبال أمريكي، ولد في 1947، وتوفي في 2000.